# Anna Slach
Anna Barbara Katharina Slach, verheiratete Anna Birrenkoven, (* 12. November 1855 in Rastatt; † 20. April 1903 in Hamburg) war eine deutsche Opernsängerin (Sopran).

## Leben
Slach hatte entschiedene Erfolge zu verzeichnen, so wirkte sie zwei Jahre an der Oper in Düsseldorf, auch am Stadttheater in Köln und unternahm eine Tournee nach Amerika, wo sie unter anderem zwei Jahre lang in New York in der Metropolitan Opera große Anerkennung fand. 
Sie heiratete 1892 Wilhelm Birrenkoven und blieb bis zu ihrem Tod seine Ehefrau.